# Garamsolymos
Garamsolymos, (szlovákul Gondovo, korábban Šalmoš) Garamújfalu településrésze, korábban önálló falu Szlovákiában, a Nyitrai kerület Lévai járásában.

## Fekvése
Lévától 10 km-re északkeletre fekszik.

## Története
1075-ben "Balwan" néven említik először.
Vályi András szerint "Garam Solymos. Magyar falu Bars Várm. földes Ura Hg. Eszterházy Uraság, lakosai katolikusok, fekszik Garam Újfaluhoz közel, mellynek filiája, határja is hozzá hasonlító."
Fényes Elek szerint "Solymos (Garan), tót falu, Bars vgyében, Honth vgye szélén, Báthoz 1 mfd., 290 kath., 9 evang. lak. F. u. h. Eszterházy."
A trianoni békeszerződésig Bars vármegye Lévai járásához tartozott.

## Népessége
1910-ben 465, túlnyomórészt szlovák lakosa volt.
2001-ben Garamújfalu 1565 lakosából 1550 szlovák volt.

## Nevezetességei
- A Szent Kereszt Felmagasztalása tiszteletére szentelt római katolikus temploma 2000-ben épült.

## Külső hivatkozások
- Garamújfalu hivatalos oldala